# Sant Pere Somont
Sant Pere Somont és una església del municipi de les Valls de Valira inclosa en l'Inventari del Patrimoni Arquitectònic de Catalunya.

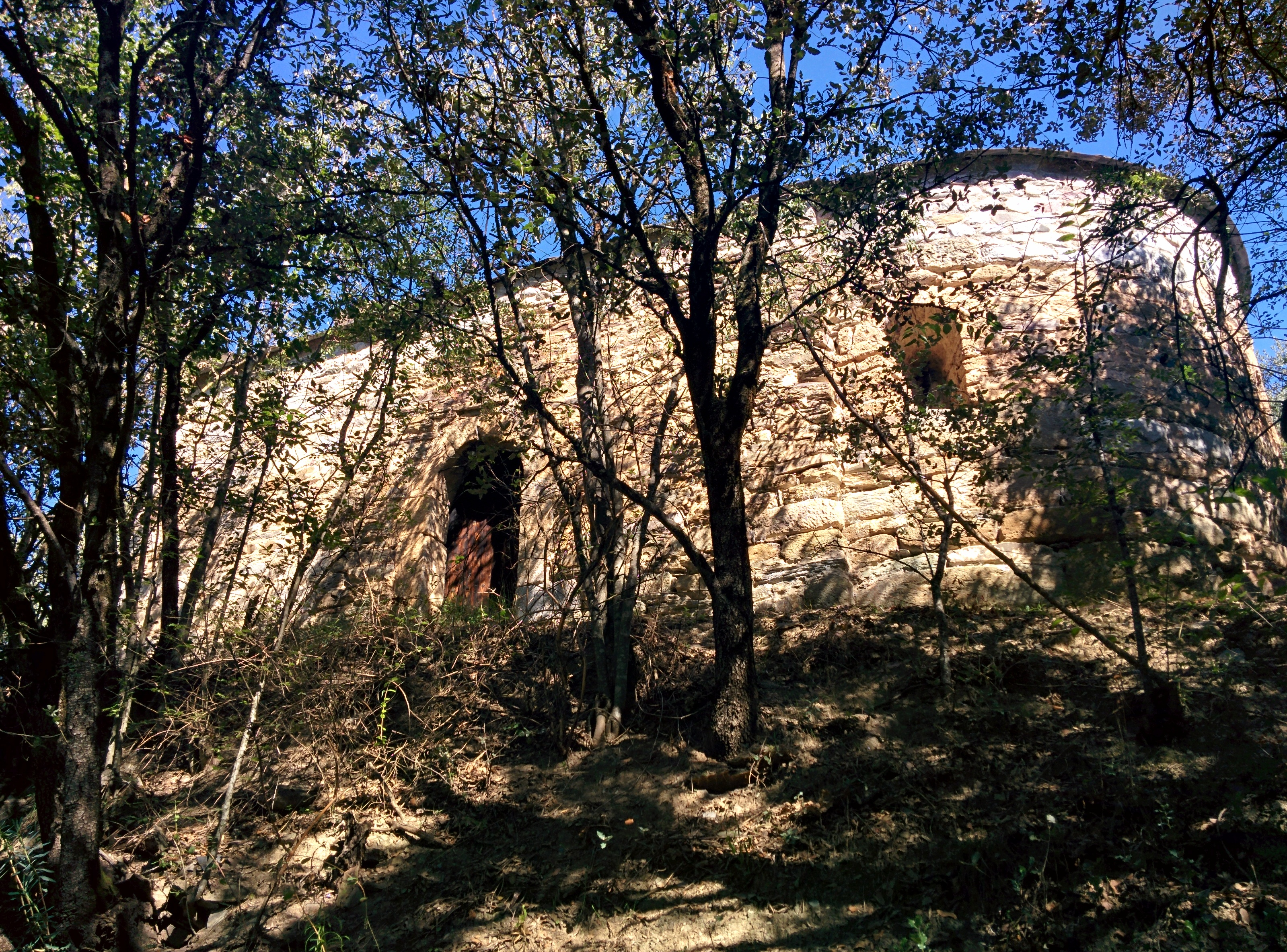

## Descripció
Edifici religiós d'una nau i absis rodó amb dues finestres de doble esqueixada. La portada es troba a la façana S, però la primitiva era al mur N.
L'església té uns goigs dedicats a sant Pere, editats el 1982, amb lletra de Josep Espar i música de mn. Albert Vives.